# アンソニー・ラップ
アンソニー・ディーン・ラップ（Anthony Deane Rapp  1971年10月26日 - ）は、アメリカ合衆国の舞台および映画に出演する俳優、歌手。1996年、ブロードウェイ・ミュージカル『レント』、およびその映画化『レント』のマーク・コウエン役で知られる。

## 来歴

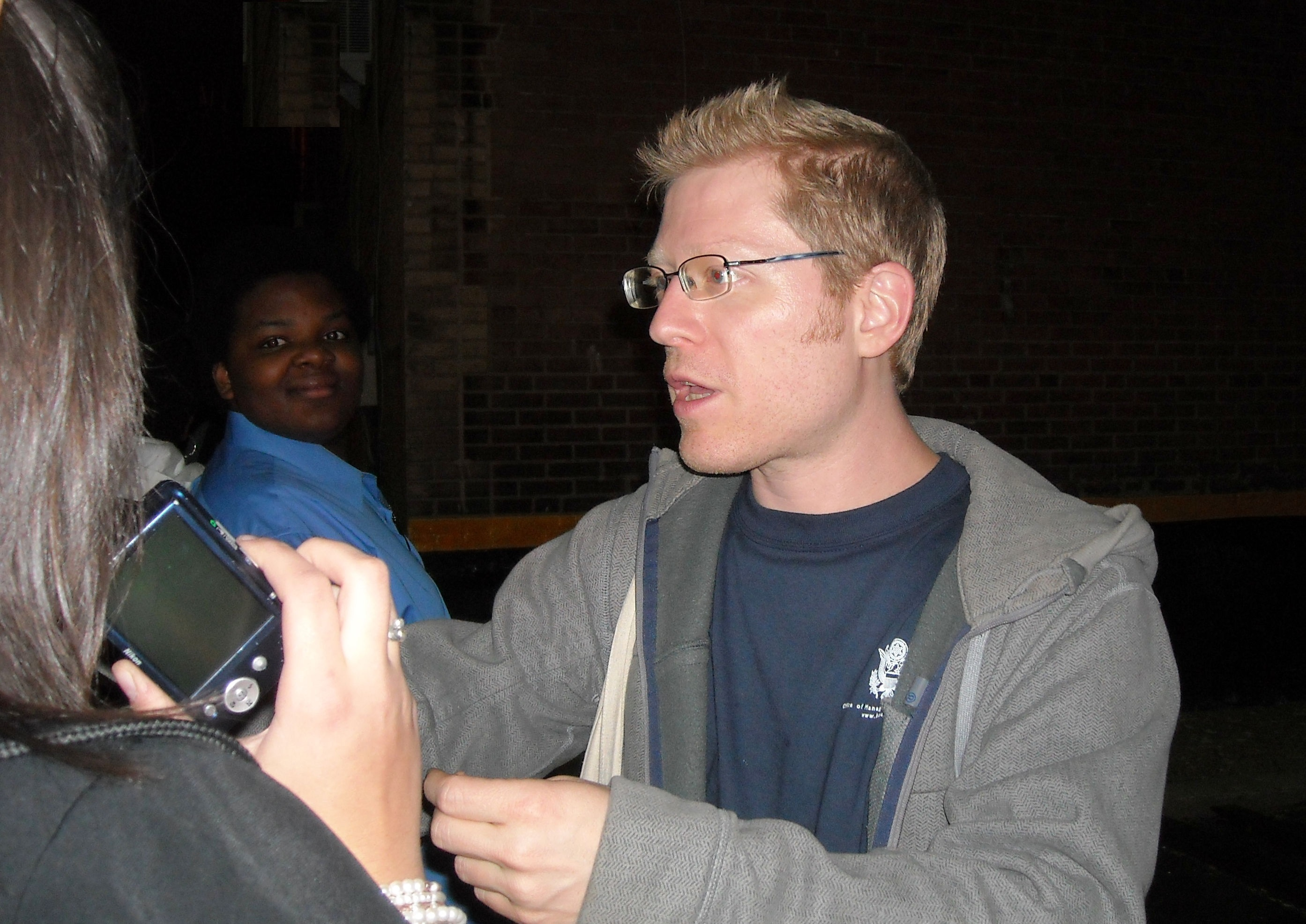
2009年、『レント』公演後ファンと話すラップ

1971年、イリノイ州ジョリエット生まれ。幼い頃に両親が離婚し、看護師だった母親に育てられる。子役としてキャリアをスタートさせ、舞台版『オリバー!』などに出演したこともあり、1981年、アントワーヌ・ド・サン＝テグジュペリの『星の王子さま』を基にしたミュージカル『The Little Prince and the Aviator 』でブロードウェイ・デビューしたがプレビュー公演で閉幕した。。地元の高校を卒業後、ニューヨーク大学で学び、1987年、クリス・コロンバス監督、エリザベス・シュー主演のコメディ映画『ベビーシッター・アドベンチャー』で映画デビューした。コロンバスはのちにラップが主演する映画『レント』で監督をすることになる。
デビュー以降は様々なテレビドラマや映画などへ出演し、順調にキャリアを築いている。2001年にはロン・ハワード監督とジェニファー・コネリーがそれぞれアカデミー賞を獲得したラッセル・クロウ主演で数学者のジョン・ナッシュを描いたドラマ映画『ビューティフル・マインド』では、クロウ演じるナッシュの同窓生兼同僚を演じて印象を残した。
オフ・ブロードウェイおよびブロードウェイでジョナサン・ラーソンのミュージカル『レント』のマーク・コウエン役オリジナル・キャストに配役された。オーディションではR.E.M.の『Losing My Religion 』を歌い、1994年9月に再度呼ばれた。ラップがマーク役に決まると、ラーソンはラップの声を思い浮かべながら新曲を作曲した。2005年11月23日公開の映画『レント』にて同じ役を再演した。
2007年7月30日から6週間公演にて、同じくオリジナル・キャストのアダム・パスカルと共に『レント』に再び出演した。結局10月7日までラップとパスカルはブロードウェイのネダーランダー劇場に出演し続けた。
2009年1月6日、ラップとパスカルはオリジナル・キャストのグウェン・スチュワートと共に『レント』全米ツアーに出演した。
2013年、『レント』で共演したイディナ・メンゼル主演のミュージカル『If/Then 』に出演しルーカス役を演じた。
2017年10月29日、14歳の時に舞台で共演したケビン・スペイシーにセクシャル・ハラスメントを受けたと告白した。

## 出演作品

### 映画
- ベビーシッター・アドベンチャー Adventures in Babysitting (1987)
- ネバダ・ミステリー 静けさは危険な香り Far from Home (1989)
- Grave Secrets (1989)
- Sky High (1990) ※テレビ映画
- 青春の輝き School Ties (1992)
- バッド・チューニング Dazed and Confused (1993)
- 私に近い6人の他人 Six Degrees of Separation (1993)
- Assault at West Point: The Court-Martial of Johnson Whittaker (1994)
- ツイスター Twister (1996)
- The Mantis Murder (1996)
- David Searching (1997)
- Man of the Century (1999)
- The Beach Boys: An American Family (2000) ※テレビ映画
- ロード・トリップ Road Trip (2000)
- ビューティフル・マインド A Beautiful Mind (2001)
- オープンハウス Open House (2004)
- Winter Passing (2005)
- レント Rent (2005)
- Danny Roane: First Time Director (2006)
- Blackbird (2007)
- Scaring the Fish (2008)
- 水曜日のエミリア Love and Other Impossible Pursuits (2009)
- Junction (2012)

### テレビドラマ
- The Lazarus Man (1996)
- スピン・シティ Spin City (1997)
- Xファイル X-File (1997)
- Kidnapped (2006, 2007)
- LAW & ORDER:性犯罪特捜班 Law & Order: Special Victims Unit (2004, 2012)
- サイク/名探偵はサイキック? Psych (2013)
- It Could Be Worse (2014)
- スタートレック:ディスカバリー Startrek:Discovery (2017-2024)

### 自伝
- 2006年、『Without You: A Memoir of Love, Loss, and the Musical Rent

## 主な受賞歴
- 1996年、ミュージカル『レント』 - オビー賞Special Citatons受賞
- 2005年、映画『レント』 - 放送映画批評家協会賞楽曲パフォーマンス賞ノミネート、アンサンブル演技賞ノミネート。OFTA映画賞映画化賞ノミネート。

## 参照
1. ↑  “Twitter / Anthony Rapp: Someone was messing with m”.   Twitter.com (2009年11月29日). 2012年3月6日閲覧。
2. 1 2 3  “Anthony Rapp Biography”. 2014年8月23日閲覧。
3. ↑  Rapp, Anthony (2006). Without You: A Memoir of Love, Loss, and the Musical Rent. New York: Simon & Schuster. p. 309. ISBN 0-7432-6976-4
4. ↑  Rapp, Anthony (2006). Without You: A Memoir of Love, Loss, and the Musical Rent. Simon & Schuster. ISBN 978-0743269773
5. ↑  Brian Scott Lipton (2007年8月21日). “Pascal and Rapp Extend Rent Engagement Until October 7”. TheaterMania 2008年6月11日閲覧。
6. ↑  Kenneth Jones; Robert Simonson (2007年8月21日). “Pascal and Rapp, Bohemian Heroes for a New Generation of Rent-Heads, Extend to Oct. 7”. Playbill 2008年6月11日閲覧。{{cite news}}:  CS1メンテナンス: 複数の名前/author (カテゴリ)
7. ↑  Kenneth Jones (2008年2月28日). “Playbill News: Pascal and Rapp Will Tour in Rent in 2009”. Playbill 2008年6月11日閲覧。
8. ↑  Rent tour schedule
9. ↑  性的スキャンダルで渦中のケヴィン・スペイシー、意味深な動画を投稿 - ライブドアニュース
10. ↑  “'Star Trek' Star Claims Kevin Spacey Made a Pass at Him at Age 14”. The Hollywood Reporter (Los Angeles). (2017年10月29日) 2017年10月29日閲覧。
11. ↑  Felman, Kate (2017年10月29日). “Anthony Rapp accuses Kevin Spacey of trying to seduce him when he was 14”. New York Daily News (New York) 2017年10月29日閲覧。